# 圣雅各堂 (斯德哥尔摩)

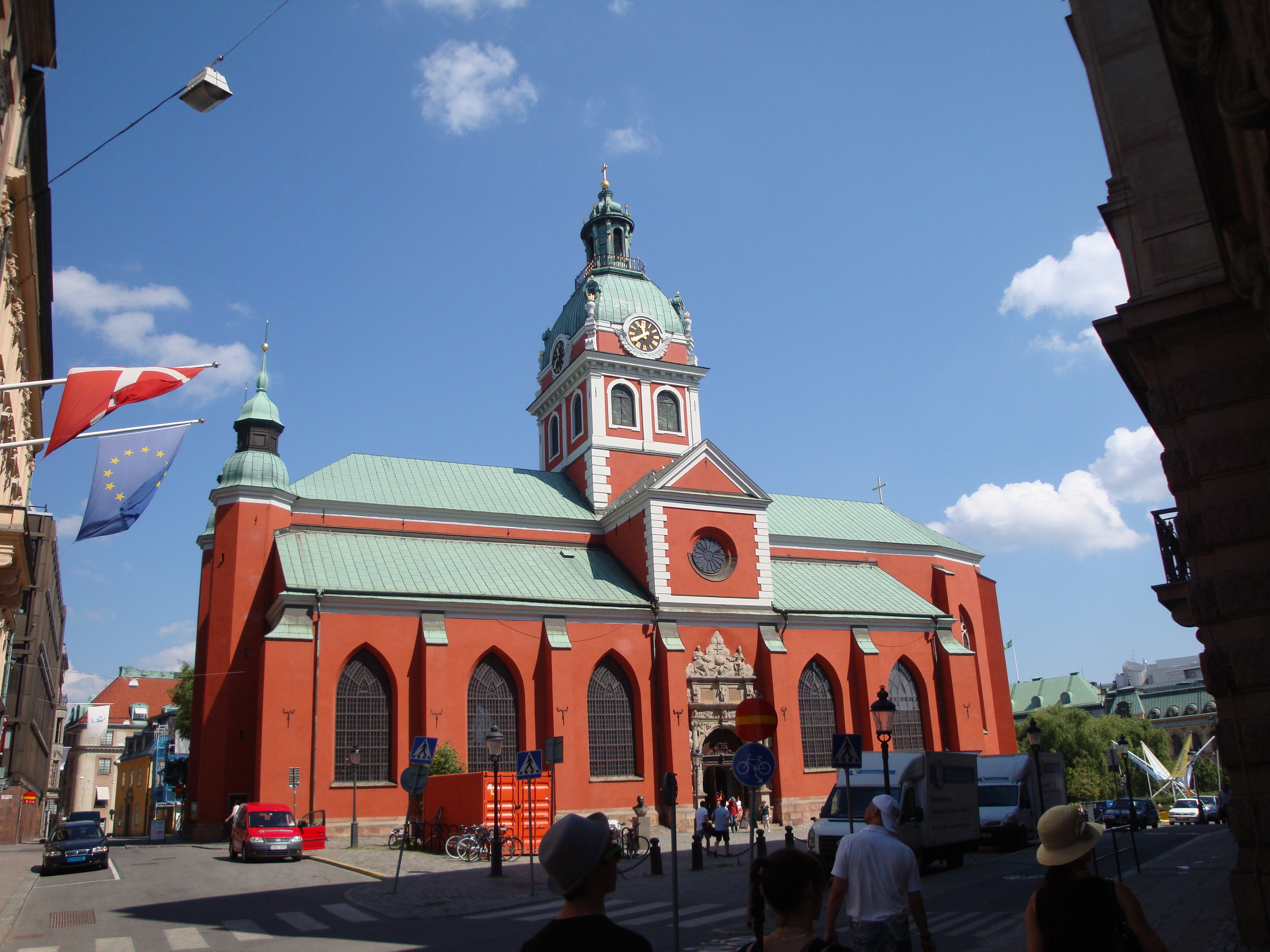
圣雅各堂

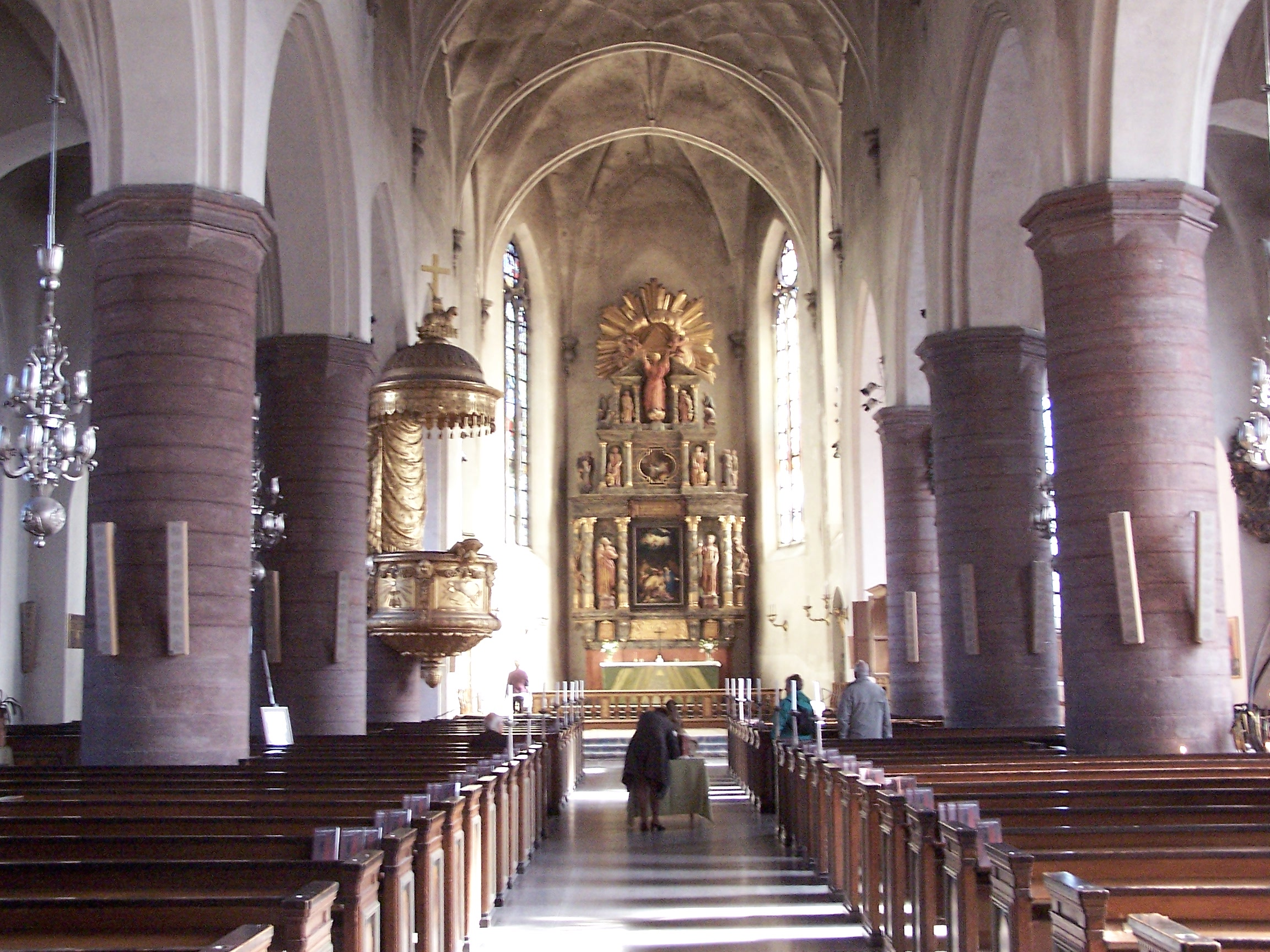
内部

圣雅各堂（瑞典語：Sankt Jacobs kyrka）是一座教堂，敬礼旅客的主保圣人，使徒圣雅各。它位于瑞典首都斯德哥尔摩市中心，周围环绕着国王花园、瑞典皇家歌剧院、古斯塔夫·阿道夫广场（Gustaf Adolfs torg），靠近賽格爾廣場、斯德哥尔摩王宫，以及政府办公室Rosenbad。
1980年代末，圣雅各堂区已经只剩下150人，因此在1989年并入斯德哥尔摩大教堂堂区。
教堂花了很长时间才完成，从16世纪到19世纪，因此拥有多种建筑风格，如哥特式、文艺复兴和巴洛克。